# 大眼電燈魚
大眼電灯鱼（学名：Electrona subaspera）为輻鰭魚綱燈籠魚目灯笼鱼科電灯鱼属的其中一種，主要分布於南半球溫帶海域，屬深海魚類，體長可達12.7公分。

## 扩展阅读
維基物種上的相關：大眼電灯鱼